# Port lotniczy Konstantyna
Port lotniczy Konstantyna (IATA: CZL, ICAO: DABC) – międzynarodowy port lotniczy położony w Konstantynie, w Algierii.

## Linie lotnicze i połączenia
| Linia Lotnicza   | Kierunek |
| ---------------- | --- |
| Air Algerie      | 1. Adrar 2. Algier 3. / Bazylea 4. Baszszar 5. Ghardaja 6. Hasi Masud 7. Stambuł 8. Lille 9. Lyon 10. Marsylia 11. Nicea 12. Oran 13. Ouargla 14. Paryż-Charles de Gaulle 15. Paryż-Orly 16. Tamanrasset 17. Tinduf Sezonowo: 1. Metz/Nancy 2. Tuluza |
| Tassili Airlines | 1. Algier 2. / Bazylea 3. Hasi Masud 4. Strasburg |
| Transavia.com    | 1. Lyon 2. Paryż-Orly Sezonowo: 1. Montpellier (od 2 lipca 2024) |
| TUI fly Belgium  | 1. Bruksela |
| Tunisair         | 1. Tunis |
| Tunisair Express | 1. Tunis |
| Turkish Airlines | 1. Stambuł |
| Volotea          | 1. Marsylia |